# Ivarlemez

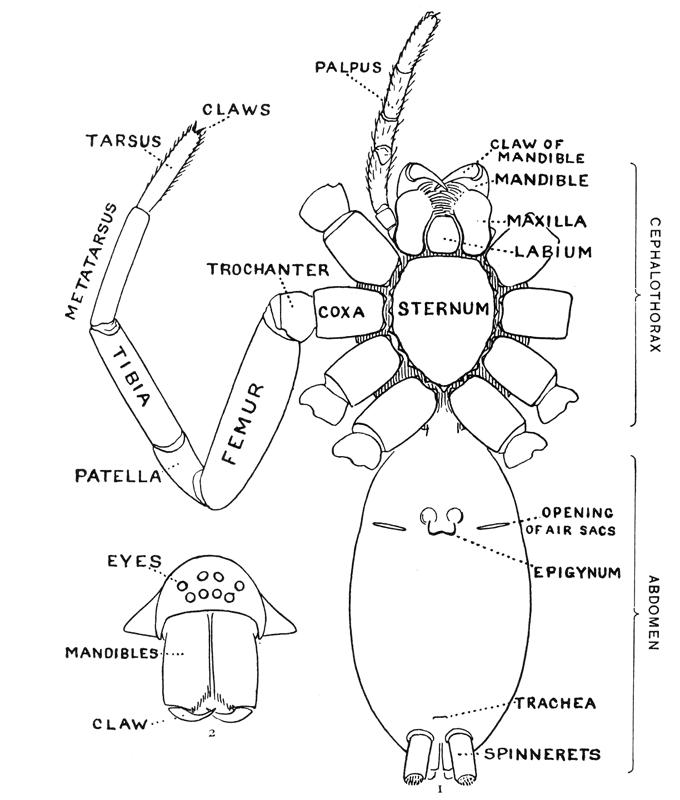
Egy pók külső felépítése, az epigyne címkével jelölve.

Egy pók belső felépítése, a szaporító szervrendszer (lila) az epigynénél éri el a külső vázat.

Az ivarlemez vagy petelemez (epigyne vagy epigynum) a nőstény pókok ivarnyílásánál kialakult külső nemi képlet. Formája fajonként eltérő, még közeli fajok esetében is, ezért az egyik legfontosabb határozó jelleg. A potroh alján, a hasi barázda előtt és a trachea- vagy redős tüdőket fedő lemezek között elhelyezkedő szklerotizált kültakaródarab alkotja.

## Feladata
Az ivarlemez fő funkciója a hím pók párzólábának fogadása és irányítása; a párzólábak és az ivarlemez fajra jellemző kitinképleteinek precíz kulcs-zár illeszkedése teszi lehetővé a sikeres párzást (egyben megakadályozza a különböző fajú pókok párzását).
Az ivarlemez gyakran a spermatartók (spermathecae) mellett található, vagy fedi azokat. Gyakran a spermatartók nyílásai az ivarlemez külső oldalán vannak, és könnyen észrevehetőek.
Az ivarlemez másodlagos funkciójaként tojócsőként is szolgál.

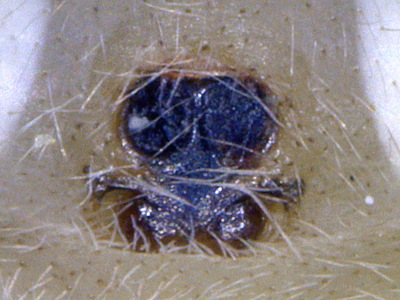
Thiodina sylvana
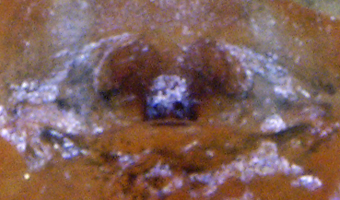
Theridula emertoni
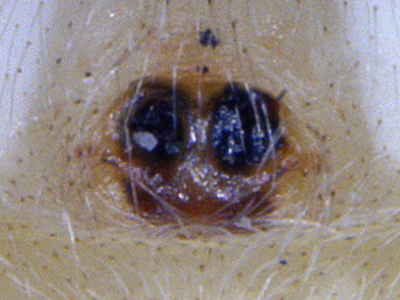
Thiodina puerpera
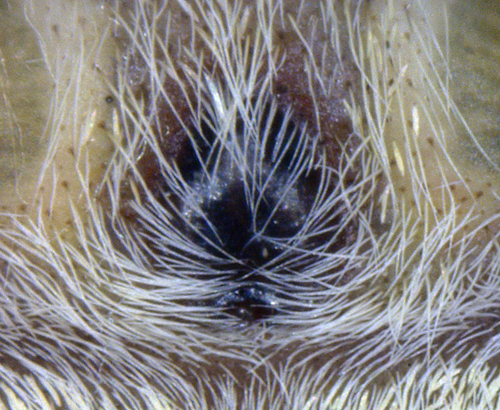
Phidippus clarus

## Fordítás
- Ez a szócikk részben vagy egészben az Epigyne című angol Wikipédia-szócikk ezen változatának fordításán alapul.  Az eredeti cikk szerkesztőit annak laptörténete sorolja fel. Ez a jelzés csupán a megfogalmazás eredetét és a szerzői jogokat jelzi, nem szolgál a cikkben szereplő információk forrásmegjelöléseként.